# ديفيد فيل
ديفيد فيل (بالإنجليزية: David A. Fell)‏ هو عالم كيمياء حيوية وباحث بريطاني، ولد في 16 ديسمبر 1947.